# Селандер, Лесли
Лесли Селандер (англ. Lesley Selander; 26 мая 1900 — 5 декабря 1979) — американский кинорежиссёр середины XX века.
За свою карьеру, охватившую период с 1936 по 1968 год, Селандер поставил 127 полнометражных фильмов и десятки эпизодов телесериалов. Со 107 вестернами в качестве режиссёра Селандер относится к числу самых плодовитых в этом жанре.
К числу наиболее известных фильмов Селандера относятся «Приграничная война» (1939), «Серебро на полыни» (1939), «Призрак вампира» (1945), «Шантаж» (1947), «Небесный дракон» (1949), «Полёт на Марс» (1951), «Авианосец» (1952), «Боевой окрас» (1953), «Жёлтый томагавк» (1954), «Высокий человек в седле» (1955), «Форт Юма» (1955), «Одинокий рейнджер и пропавший Золотой город» (1958) и «Мексиканский техасец» (1966).
В 1956 году Селандер был номинирован на премию Гильдии кинорежиссёров Америки за выдающийся вклад в телевидение за постанову одного из эпизодов сериала «Лесси» (1954).

## Ранние годы жизни и начало карьеры
Лесли Селандер родился 26 мая 1900 года в Лос-Анджелесе, Калифорния. Не достигнув и 20 лет, Селандер начал работать на киностудии лабораторным техником. В 1920-е годы он вырос сначала до оператора, а в 1924 году — до ассистента режиссёра. Селандер поставил несколько комедийных короткометражек после чего был взят а работу в кинокомпанию Metro-Goldwyn-Mayer, где был ассистентом режиссёра на таких картинах, как «Тонкий человек» (1934) и «Вечер в опере» (1935).

## Карьера в кинематографе
До 1936 года как режиссёр Селандер ставил лишь скромные короткометражные комедии. В 1936 году с подачи своего приятеля, звезды вестернов Бака Джонса он был повышен до режиссёра полнометражных фильмов. Огромный объём последующих киноработ Селандера составили вестерны.
В 1936—1937 годах Селандер был режиссёром семи последних вестернов Джонса, среди которых наиболее успешными стали «Пустые сёдла» (1936) с Луиз Брукс, «Главный всадник у Ган-Крик» (1936), «Песчаный поток» (1937) и «Чёрные асы» (1937).
В период 1937—1944 годов Селандер поставил 27 из 66 вестернов о популярном герое Хопалонге Кэссиди, которого играл Уильям Бойд. Среди их совместных картин наиболее заметными были «Хопалонг снова в седле» (1937), «Партнёры равнин» (1938), «Путь на закате» (1938), «Серебро на полыни» (1939), «Путь ренегата» (1939), «Война за хребет» (1939), «Трое из Техаса» (1940), «Держись за оружие» (1941), «Товарищи по кольтам» (1943) и «Лесоруб» (1944).
В период с 1942 по 1952 год Селандер также был режиссёром 21 фильма с участием ещё одной ковбойской звезды, Тима Холта. Среди их совместных наиболее значимых картин были «Грохот копыт» (1942), «Индейский агент» (1948), «Налётчики в масках» (1949), «Братья в седле» (1949), «Таинственный десперадо» (1949), «Всадники хребта» (1950) и «Закон пустошей» (1951).
Как пишет историк кино Хэл Эриксон, «обладая безошибочным глазом на визуальное совершенство, врожденным чувством ритма и времени, а также общей лёгкостью и мастерством в работе, Селандер имел всё необходимое, чтобы получить статус „маэстро“. Однако поскольку он посвятил себя почти исключительно сериальным вестернам (Хопалонг Кэссиди, Тим Холт), его достижения остались незамеченными видными кинокритиками». Хотя Селандера нельзя признать режиссёром категории А, его фильмы отличал профессионализм и энергия, чего не хватало картинам многих его коллег-режиссёров категории В. Его чувство темпа было таково, что его фильмы можно сказать двигались быстро и гладко, и это касается не только вестернов.
По мнению Хэла Эриксона, «самыми совершенными работами Селандера в жанре вестерн были среднебюджетные фильмы для студии «Allied Artists» конца 1940-х и начала 1950-х годов», среди них «Пэнхэндл» (1948), «Побег» (1949), «Короткая трава» (1950), все три — с Родом Камероном, «Страна коров» (1953) c Эдмондом О’Брайеном и «Ружьё» (1955) с участием Стерлинга Хейдена, Ивонн Де Карло и Закари Скотта.
Селандер также делал детективные триллеры, экшны и приключенческие картины и даже парочку фильмов ужасов. Со второй половины 1940-х годов Селандаер стал работать и в других жанрах, в частности поставил фильмы ужасов «Призрак вампира» (1945) и «Человек-кот из Парижа» (1946), который Хэл Эриксон назвал одним из «восхитительных», а также «стильных, но скучных» невестернов Селандера. Кинокритик Пол Гэйта заключил, что это «анемичный исторический фильм», который в сюжетном плане много позаимствовал у намного превосходящего его «Оборотня в Лондоне», при этом «не сохранив драйв, атмосферу и саспенс того фильма».
Селандер также попробовал себя в жанре фильм нуар, поставив картины «Роковой свидетель» (1945) с Эвелин Анкерс и «Ключ к опасности» (1946), а также «Шантаж» (1947). В фильме «Шантаж» (1947) в центре внимания находится частный детектив Дэн Тёрнер (Уильям Маршалл), который получает заказ от медиамагната и плейбоя Зигги Крэнстона (Рикардо Кортес) найти шантажистов, вымогающих у него крупную сумму денег. По ходу расследования Дэн сталкивается с различными подозрительными и криминальными личностями, а также парой убийств, в итоге добиваясь успеха, однако, как отмечает кинокритик Хэл Эриксон, «остаётся чувство, не было бы лучше, если бы Крэнстон разобрался со своими преследователями самостоятельно». После выхода фильма на экраны обозреватель «Нью-Йорк Таймс» А. Х. Вейлер назвал его «малым, стандартным детективом», отметив при этом, что «авторы сценария и/или производитель фильма, кинокомпания «Republic», вероятно, были убеждены в том, что с помощью быстрого обмена репликами им удастся исправить довольно сбивчивый ход событий». Однако, по мнению Вейлера, этому фильму с «двумя убийствами и тремя кулачными боями» требовалось нечто «большее, чем периодические яркие остроты, чтобы внести в происходящее ясность и динамику». Современный критик Хэл Эриксон позитивно оценил картину, назвав её «живым и лёгким комедийным детективом студии „Republic“», а Майкл Кини заключил, что «этот низкобюджетный фильм попадает в категорию „настолько плох, что даже хорош“». По словам критика, «сюжет, конечно, предсказуем, но тем не менее, фильм доставляет удовольствие, в частности, благодаря изобилию качественно поставленных драк и увлекательной автопогоне». Негативно оценивший картину Артур Лайонс пишет, что фильм вполне может претендовать на звание «худшего фильма про частного детектива в истории», отметив также, что «он больше хочет быть нуаром, чем является таковым на самом деле» .
Ещё одним заметным фильмом Селандера стал детектив «Небесный дракон» (1949), с участием Чарли Чана, роль которого исполнил Роланд Винтерс. Действие картины происходит на борту самолёта, где всех пассажиров, включая Чана усыпили, похитив четверть миллиона долларов. Хэл Эриксон отметил картину, которая стала последней в серии студии «Monogram» про популярного детектива, что она «не так плоха, как принято о ней думать», и что «хотя её невзлюбили отъявленные поклонники Чарли Чана», фильм был неплохо встречен критиками и показал хорошие коммерческие результаты.
В начале 1950-х годов вышел один из наиболее известных и, по словам Эриксона, «на удивление невыразительных» фильмов Селандара, фантастическая лента «Полёт на Марс» (1951) с Маргерит Чапман, Кэмероном Митчеллом и Артуром Францем. Как было отмечено в рецензии журнала TV Guide, «на последнем издыхании студия Monogram выпустила эту картину вдогонку весьма успешной „Место назначения — Луна“ (1950)». По мнению автора рецензии, «главное различие между этими двумя фильмами заключается в том, что на этот раз впервые для научно-фантастических фильмов используется цвет». В фильме рассказывается о группе учёных, космический аппарат которых совершает аварийную посадку на Красной планете, и они попадают в «дружественный» плен к марсианам, которые планируют получить от землян сведения, необходимые для создания собственных космических кораблей для нападения на другие планеты. Однако влюблённая в молодого учёного марсианская девушка помогает землянам сбежать.
В этот же период у Селандера вышли шпионская драма «Я была американской шпионкой» (1951) с Энн Дворак в главной роли, действие которой происходила в Маниле во время Второй мировой войны, военная драма со Стерлингом Хейденом «Авианосец» (1952) и приключенческий романтический экшн «Пески пустыни» (1955) с Ральфом Микером и Марла Инглиш. Среди других невестернов, по мнению автора IMDb, выделяется мелодрама «Возвращение из моря» (1954), сентиментальная и лирическая история циничного, обозлённого моряка торгового флота и не менее разочаровавшейся в жизни официантки, с которой он знакомится в захудалой таверне в портовой зоне города. Для Селандера, который всю карьеру ставил суровые фильмы о мачо и стрельбе, это была «удивительно тонкая работа». Ещё более удивила выдающаяся игра неожиданно взятых актёров — Нэвилла Брэнда в роли моряка и «многолетней подружки гангстеров» Джен Стерлинг в роли официантки, а также потрясающая игра со стороны опытного исполнителя бандитских ролей Джона Дусетта в роли болтливого, беззаботного таксиста, который намерен свести их вместе. По мнению автора IMDb, «этим небольшим шедевром Селандер доказал, что он способен на нечто большее, чем перегоны скота, нападения индейцев и гангстерские перестрелки, но, к сожалению, больше подобных фильмов у него не было».
Селандер продолжал работать в жанре вестерн, поставив фильмы «Боевой окрас» (1953) с Робертом Стэком, «Стрела в пыли» (1954) с Хейденом и Колин Грей, «Жёлтый томагавк» (1954) со звездой вестернов Рори Калхоуном и Пегги Кастл, «Высокий человек в седле» (1955) ещё с одной звездой вестернов Рэндольфом Скоттом и Дороти Мэлоун и «Разбитая звезда» (1956) с Говардом Даффом, «Сын преступника» (1957) с Дейном Кларком, «Блудная девушка» (1957) с Марсией Хендерсон, «Одинокий рейнджер и пропавший золотой город» (1958) с Клейтоном Муром.
После семилетнего отсутствия Селандер вернулся к работе для большого экрана, поставив несколько так называемых «стариковских вестернов», предназначенных обеспечить работой стареющих кинозвёзд. В частности, Селандер поставил картины «Укротитель города» (1965) с Дэной Эндрюсом, «Военная партия» (1965) и «Техасец» (1966) с Оди Мёрфи. Последним фильмом Селандера и вторым полнометражным вестерном для студии А. С. Лайлса стал фильм «Аризонские партизаны» (1968) с участием таких звёзд прошлого, как Ивонн де Карло, Джон Айрленд и Мэрилин Максвелл. Над этим фильмом, по словам Эриксона, Селандер «работал небрежно, но профессионально в киностиле, который знал лучше всего».
Кинокарьера Селандера, охватила более 40 лет. Селандер широко признан как самый плодовитый режиссёр вестернов всех времён, с 1935 по 1967 год он поставил 107 фильмов в этом жанре. Как пишет Эриксон, вплоть «до своей смерти в 1979 году Селандер наслаждался обожанием и преданностью своих теперь уже взрослых поклонников», которые сохранили тёплые воспоминания о «чём-то особенном, отличавшем десятки его фильмов категории В 1940-х годов».

## Карьера на телевидении
Сериалом «Ковбои на государственной службе» (1952, 3 эпизода) Селандер начал свою фазу телевестернов, которая, по словам Хэла Эриксона, «продлилась до тех пор, пока ковбойское сумасшествие не умерло в начале 1960-х годов».
На телевидении Селандер работал как режиссёр над такими сериалами, как «Лесси» (1955—1959, 54 эпизода), «Ярость» (1957—1958, 9 эпизодов), «Пушечное ядро» (1958—1959, 28 эпизодов), «Ларами» (1959—1963, 46 эпизодов) и «Дэниел Бун» (1966, 1 эпизод).

## Смерть
В 1968 году Селандер вышел на пенсию. Лесли Селандер умер 5 декабря 1979 года в Лос-Аламитос, Калифорния.

## Фильмография
| Год       | Название                           | Оригинальное название                     | Фильм / телесериал       | В каком качестве участвовал              |
| --------- | ---------------------------------- | ----------------------------------------- | ------------------------ | ---------------------------------------- |
| 1925      | Деревянный волк                    | The Timber Wolf                           | Фильм                    | Ассистент режиссёра                      |
| 1925      | Дюранд в пустоши                   | Durand of the Bad Lands                   | Фильм                    | Ассистент режиссёра                      |
| 1926      | Джерри-гигант                      | Jerry the Giant                           | Короткометражный фильм   | Ассистент режиссёра                      |
| 1926      | Наполеон-младший                   | Napoleon, Jr.                             | Короткометражный фильм   | Ассистент режиссёра                      |
| 1928      | Спокойная жизнь                    | Soft Living                               | Фильм                    | Ассистент режиссёра                      |
| 1928      | Не женись                          | Don’t Marry                               | Фильм                    | Ассистент режиссёра                      |
| 1928      | Добейся этой девушки               | Win That Girl                             | Фильм                    | Ассистент режиссёра                      |
| 1929      | Настоящий рай                      | True Heaven                               | Фильм                    | Ассистент режиссёра                      |
| 1931      | Священный террор                   | A Holy Terror                             | Фильм                    | Ассистент режиссёра (в титрах не указан) |
| 1931      | Паук                               | The Spider                                | Фильм                    | Ассистент режиссёра (в титрах не указан) |
| 1931      | Хорошее занятие                    | Good Sport                                | Фильм                    | Ассистент режиссёра (в титрах не указан) |
| 1931      | Гардеробщица                       | Hat Check Girl                            | Фильм                    | Ассистент режиссёра (в титрах не указан) |
| 1932      | Рождённый сражаться                | Born to Fight                             | Фильм                    | Ассистент режиссёра                      |
| 1933      | Плохой Бродвей                     | Broadway Bad                              | Фильм                    | Ассистент режиссёра                      |
| 1933      | Муж воина                          | The Warrior’s Husband                     | Фильм                    | Ассистент режиссёра (в титрах не указан) |
| 1933      | Самая худшая женщина в Париже?     | The Worst Woman in Paris?                 | Фильм                    | Ассистент режиссёра (в титрах не указан) |
| 1934      | Кот и скрипка                      | The Cat and the Fiddle                    | Фильм                    | Ассистент режиссёра (в титрах не указан) |
| 1934      | Смеющийся мальчик                  | Laughing Boy                              | Фильм                    | Ассистент режиссёра (в титрах не указан) |
| 1934      | Манхэттенская мелодрама            | Manhattan Melodrama                       | Фильм                    | Ассистент режиссёра (в титрах не указан) |
| 1934      | Тонкий человек                     | The Thin Man                              | Фильм                    | Ассистент режиссёра (в титрах не указан) |
| 1934      | Парижская интерлюдия               | Paris Interlude                           | Фильм                    | Ассистент режиссёра (в титрах не указан) |
| 1934      | Что знает каждая женщина           | What Every Woman Knows                    | Фильм                    | Ассистент режиссёра (в титрах не указан) |
| 1935      | Вечер в опере                      | A Night at the Opera                      | Фильм                    | Ассистент режиссёра (в титрах не указан) |
| 1936      | Дело об убийстве садовника         | The Garden Murder Case                    | Фильм                    | Ассистент режиссёра (в титрах не указан) |
| 1936      | Высота — ноль                      | Ceiling Zero                              | Фильм                    | Ассистент режиссёра (в титрах не указан) |
| 1936      | Убийство при лунном свете          | Moonlight Murder                          | Фильм                    | Ассистент режиссёра (в титрах не указан) |
| 1936      | Ярость                             | Fury                                      | Фильм                    | Ассистент режиссёра (в титрах не указан) |
| 1936      | Главный всадник у Ган-крик         | Boss Rider of Gun Creek                   | Фильм                    | Режиссёр                                 |
| 1936      | Пустые сёдла                       | Empty Saddles                             | Фильм                    | Режиссёр                                 |
| 1936      | Скачи, ковбой                      | Ride 'Em Cowboy                           | Фильм                    | Режиссёр                                 |
| 1937      | Барьер                             | The Barrier                               | Фильм                    | Режиссёр                                 |
| 1937      | Чёрные асы                         | Black Aces                                | Фильм                    | Режиссёр                                 |
| 1937      | Хопалонг снова в седле             | Hopalong Rides Again                      | Фильм                    | Режиссёр                                 |
| 1937      | Закон левой руки                   | Left-Handed Law                           | Фильм                    | Режиссёр                                 |
| 1937      | Песчаный поток                     | Sandflow                                  | Фильм                    | Режиссёр                                 |
| 1937      | Хребет закопчённого дерева         | Smoke Tree Range                          | Фильм                    | Режиссёр                                 |
| 1938      | Правосудие Бар 20                  | Bar 20 Justice                            | Фильм                    | Режиссёр                                 |
| 1938      | Кэссиди из Бар 20                  | Cassidy of Bar 20                         | Фильм                    | Режиссёр                                 |
| 1938      | Люди с фронтира                    | The Frontiersmen                          | Фильм                    | Режиссёр                                 |
| 1938      | Сердце Аризоны                     | Heart of Arizona                          | Фильм                    | Режиссёр                                 |
| 1938      | Таинственный всадник               | The Mysterious Rider                      | Фильм                    | Режиссёр                                 |
| 1938      | Напарники равнин                   | Partners of the Plains                    | Фильм                    | Режиссёр                                 |
| 1938      | Гордость Запада                    | Pride of the West                         | Фильм                    | Режиссёр                                 |
| 1938      | Путь на закат                      | Sunset Trail                              | Фильм                    | Режиссёр                                 |
| 1939      | Наследие пустыни                   | Heritage of the Desert                    | Фильм                    | Режиссёр                                 |
| 1939      | Пограничная война                  | Range War                                 | Фильм                    | Режиссёр                                 |
| 1939      | След ренегата                      | Renegade Trail                            | Фильм                    | Режиссёр                                 |
| 1939      | Серебро на полыни                  | Silver on the Sage                        | Фильм                    | Режиссёр                                 |
| 1940      | Полоса чероки                      | Cherokee Strip                            | Фильм                    | Режиссёр                                 |
| 1940      | Спрятанное золото                  | Hidden Gold                               | Фильм                    | Режиссёр                                 |
| 1940      | Рыцари хребта                      | Knights of the Range                      | Фильм                    | Режиссёр                                 |
| 1940      | Свет западных звёзд                | The Light of Western Stars                | Фильм                    | Режиссёр                                 |
| 1940      | Маршал Санта-Фе                    | Santa Fe Marshal                          | Фильм                    | Режиссёр                                 |
| 1940      | Война дилижансов                   | Stagecoach War                            | Фильм                    | Режиссёр                                 |
| 1940      | Трое из Техаса                     | Three Men from Texas                      | Фильм                    | Режиссёр                                 |
| 1941      | Обречённый караван                 | Doomed Caravan                            | Фильм                    | Режиссёр                                 |
| 1941      | Пираты в седле                     | Pirates on Horseback                      | Фильм                    | Режиссёр                                 |
| 1941      | Всадники Тимберлайна               | Riders of the Timberline                  | Фильм                    | Режиссёр                                 |
| 1941      | Загон скота                        | The Roundup                               | Фильм                    | Режиссёр                                 |
| 1941      | Будь начеку                        | Stick to Your Guns                        | Фильм                    | Режиссёр                                 |
| 1941      | Широко открытый город              | Wide Open Town                            | Фильм                    | Режиссёр                                 |
| 1942      | Грохот копыт                       | Thundering Hoofs                          | Фильм                    | Режиссёр                                 |
| 1942      | Рейнджер-бандит                    | Bandit Ranger                             | Фильм                    | Режиссёр                                 |
| 1942      | Потерянный каньон                  | Lost Canyon                               | Фильм                    | Режиссёр                                 |
| 1942      | Человек под прикрытием             | Undercover Man                            | Фильм                    | Режиссёр                                 |
| 1942      | Робин Гуд с Красной реки           | Red River Robin Hood                      | Фильм                    | Режиссёр                                 |
| 1943      | Бар 20                             | Bar 20                                    | Фильм                    | Режиссёр                                 |
| 1943      | Пограничный патруль                | Border Patrol                             | Фильм                    | Режиссёр                                 |
| 1943      | Армейский фронтир                  | Buckskin Frontier                         | Фильм                    | Режиссёр                                 |
| 1943      | Товарищи с кольтами                | Colt Comrades                             | Фильм                    | Режиссёр                                 |
| 1943      | Всадники последней черты           | Riders of the Deadline                    | Фильм                    | Режиссёр                                 |
| 1944      | Путь в приграничный город          | Bordertown Trail                          | Фильм                    | Режиссёр                                 |
| 1944      | Зов Скалистых гор                  | Call of the Rockies                       | Фильм                    | Режиссёр                                 |
| 1944      | Дикий парень из Шайенна            | Cheyenne Wildcat                          | Фильм                    | Режиссёр                                 |
| 1944      | Подстрекатели Аризоны              | Firebrands of Arizona                     | Фильм                    | Режиссёр                                 |
| 1944      | Сорок воров                        | Forty Thieves                             | Фильм                    | Режиссёр                                 |
| 1944      | Лесоруб                            | Lumberjack                                | Фильм                    | Режиссёр                                 |
| 1944      | Шериф из Лас-Вегаса                | Sheriff of Las Vegas                      | Фильм                    | Режиссёр                                 |
| 1944      | Шериф из Сандауна                  | Sheriff of Sundown                        | Фильм                    | Режиссёр                                 |
| 1944      | Дилижанс в Монтерей                | Stagecoach to Monterey                    | Фильм                    | Режиссёр                                 |
| 1945      | Роковой свидетель                  | The Fatal Witness                         | Фильм                    | Режиссёр                                 |
| 1945      | Рейдеры джунглей                   | Jungle Raiders                            | Фильм                    | Режиссёр                                 |
| 1945      | Призрак равнин                     | Phantom of the Plains                     | Фильм                    | Режиссёр                                 |
| 1945      | Трое — это толпа                   | Three’s a Crowd                           | Фильм                    | Режиссёр                                 |
| 1945      | Путь Кита Карсона                  | Trail of Kit Carson                       | Фильм                    | Режиссёр                                 |
| 1945      | Призрак вампира                    | The Vampire’s Ghost                       | Фильм                    | Режиссёр                                 |
| 1945      | Большое ограбление дилижанса       | Great Stagecoach Robbery                  | Фильм                    | Режиссёр                                 |
| 1946      | Человек-кот в Париже               | The Catman of Paris                       | Фильм                    | Режиссёр                                 |
| 1946      | Ночной поезд в Мемфис              | Night Train to Memphis                    | Фильм                    | Режиссёр                                 |
| 1946      | По калифорнийскому пути            | Out California Way                        | Фильм                    | Режиссёр                                 |
| 1946      | Ключ к опасности                   | Passkey to Danger                         | Фильм                    | Режиссёр                                 |
| 1946      | Торговля преступлениями            | Traffic in Crime                          | Фильм                    | Режиссёр                                 |
| 1947      | Шантаж                             | Blackmail                                 | Фильм                    | Режиссёр                                 |
| 1947      | Последнее восстание на границе     | Last Frontier Uprising                    | Фильм                    | Режиссёр                                 |
| 1947      | Леди-пилигрим                      | The Pilgrim Lady                          | Фильм                    | Режиссёр                                 |
| 1947      | Рыжий жеребец                      | The Red Stallion                          | Фильм                    | Режиссёр                                 |
| 1947      | Техасский Робин Гуд                | Robin Hood of Texas                       | Фильм                    | Режиссёр                                 |
| 1947      | Приятели в седле                   | Saddle Pals                               | Фильм                    | Режиссёр                                 |
| 1948      | Пэнхэндл                           | Panhandle                                 | Фильм                    | Режиссёр                                 |
| 1948      | Дочь Белль Старр                   | Belle Starr’s Daughter                    | Фильм                    | Режиссёр                                 |
| 1948      | Оружие ненависти                   | Guns of Hate                              | Фильм                    | Режиссёр                                 |
| 1948      | Агент индейцев                     | Indian Agent                              | Фильм                    | Режиссёр                                 |
| 1948      | Разбогатеть                        | Strike It Rich                            | Фильм                    | Режиссёр                                 |
| 1949      | Братья в седле                     | Brothers in the Saddle                    | Фильм                    | Режиссёр                                 |
| 1949      | Разбойники в масках                | Masked Raiders                            | Фильм                    | Режиссёр                                 |
| 1949      | Таинственный десперадо             | The Mysterious Desperado                  | Фильм                    | Режиссёр                                 |
| 1949      | Угонщики скота                     | Rustlers                                  | Фильм                    | Режиссёр                                 |
| 1949      | Небесный дракон                    | The Sky Dragon                            | Фильм                    | Режиссёр                                 |
| 1949      | Бегство                            | Stampede                                  | Фильм                    | Режиссёр                                 |
| 1950      | Лил из Дакоты                      | Dakota Lil                                | Фильм                    | Режиссёр                                 |
| 1950      | Парень с кенгуру                   | The Kangaroo Kid                          | Фильм                    | Режиссёр                                 |
| 1950      | Всадник из Тусона                  | Rider from Tucson                         | Фильм                    | Режиссёр                                 |
| 1950      | Всадники хребта                    | Riders of the Range                       | Фильм                    | Режиссёр                                 |
| 1950      | Патруль Рио-Гранде                 | Rio Grande Patrol                         | Фильм                    | Режиссёр                                 |
| 1950      | Короткая трава                     | Short Grass                               | Фильм                    | Режиссёр                                 |
| 1950      | Буря над Вайомингом                | Storm Over Wyoming                        | Фильм                    | Режиссёр                                 |
| 1951      | Закон пустоши                      | Law of the Badlands                       | Фильм                    | Режиссёр                                 |
| 1951      | Разведчик кавалерии                | Cavalry Scout                             | Фильм                    | Режиссёр                                 |
| 1951      | Полёт на Марс                      | Flight to Mars                            | Фильм                    | Режиссёр                                 |
| 1951      | Перестрелка                        | Gunplay                                   | Фильм                    | Режиссёр                                 |
| 1951      | Разбойник                          | The Highwayman                            | Фильм                    | Режиссёр                                 |
| 1951      | Я был американским шпионом         | I Was an American Spy                     | Фильм                    | Режиссёр                                 |
| 1951      | Сухопутный телеграф                | Overland Telegraph                        | Фильм                    | Режиссёр                                 |
| 1951      | Пистолетный урожай                 | ! Pistol Harvest                          | Фильм                    | Режиссёр                                 |
| 1951      | Легион в седле                     | Saddle Legion                             | Фильм                    | Режиссёр                                 |
| 1952      | Зона боевых действий               | Battle Zone                               | Фильм                    | Режиссёр                                 |
| 1952      | Проход через пустыню               | Desert Passage                            | Фильм                    | Режиссёр                                 |
| 1952      | Авианосец                          | Flat Top                                  | Фильм                    | Режиссёр                                 |
| 1952      | Форт Осадж                         | Fort Osage                                | Фильм                    | Режиссёр                                 |
| 1952      | Налётчики                          | The Raiders                               | Фильм                    | Режиссёр                                 |
| 1952      | Дорожный агент                     | Road Agent                                | Фильм                    | Режиссёр                                 |
| 1952      | Проводник по маршруту              | Trail Guide                               | Фильм                    | Режиссёр                                 |
| 1952—1953 | Ковбои на правительственной службе | Cowboy G-Men                              | Телесериал (3 эпизода)   | Режиссёр                                 |
| 1953      | Страна коров                       | Cow Country                               | Фильм                    | Режиссёр                                 |
| 1953      | Атака истребителей                 | Fighter Attack                            | Фильм                    | Режиссёр                                 |
| 1953      | Форт Алжир                         | Fort Algiers                              | Фильм                    | Режиссёр                                 |
| 1953      | Форт мести                         | Fort Vengeance                            | Фильм                    | Режиссёр                                 |
| 1953      | Королевские африканские стрелки    | The Royal African Rifles                  | Фильм                    | Режиссёр                                 |
| 1953      | Боевая раскраска                   | War Paint                                 | Фильм                    | Режиссёр                                 |
| 1954      | Эскадрилья «Стрекоза»              | Dragonfly Squadron                        | Фильм                    | Режиссёр                                 |
| 1954      | Стрела в пыли                      | Arrow in the Dust                         | Фильм                    | Режиссёр                                 |
| 1954      | Возвращение с моря                 | Return from the Sea                       | Фильм                    | Режиссёр                                 |
| 1954      | Жёлтый томагавк                    | The Yellow Tomahawk                       | Фильм                    | Режиссёр                                 |
| 1955      | Пески пустыни                      | Desert Sands                              | Фильм                    | Режиссёр                                 |
| 1955      | Форт Юма                           | Fort Yuma                                 | Фильм                    | Режиссёр                                 |
| 1955      | Дробовик                           | Shotgun                                   | Фильм                    | Режиссёр                                 |
| 1955      | Крутой наездник                    | Tall Man Riding                           | Фильм                    | Режиссёр                                 |
| 1955—1959 | Лэсси                              | Lassie                                    | Телесериал (54 эпизода)  | Режиссёр                                 |
| 1956      | Разбитая звезда                    | The Broken Star                           | Фильм                    | Режиссёр                                 |
| 1956      | Куинкэннон, пограничный скаут      | Quincannon, Frontier Scout                | Фильм                    | Режиссёр                                 |
| 1956      | Бунт в форте Ларами                | Revolt at Fort Laramie                    | Фильм                    | Режиссёр                                 |
| 1956      | Сын преступника                    | Outlaw’s Son                              | Фильм                    | Режиссёр                                 |
| 1956      | Театр Зейна Грея                   | Zane Grey Theater                         | Телесериал (1 эпизод)    | Режиссёр                                 |
| 1957      | Укрощая девушку Саттона            | Taming Sutton’s Gal                       | Фильм                    | Режиссёр                                 |
| 1957      | Своенравная девчонка               | The Wayward Girl                          | Фильм                    | Режиссёр                                 |
| 1957      | След томагавка                     | Tomahawk Trail                            | Фильм                    | Режиссёр                                 |
| 1957—1958 | Ярость                             | Fury                                      | Телесериал (9 эпизодов)  | Режиссёр                                 |
| 1958      | Одинокий рейнджер и город золота   | The Lone Ranger and the Lost City of Gold | Фильм                    | Режиссёр                                 |
| 1958—1959 | Пушечное ядро                      | Cannonball                                | Телесериал (28 эпизодов) | Режиссёр                                 |
| 1959—1963 | Ларами                             | Laramie                                   | Телесериал (46 эпизодов) | Режиссёр                                 |
| 1960      | Железный всадник                   | The Iron Horseman                         | Режиссёр                 |                                          |
| 1960      | Сухопутная тропа                   | Overland Trail                            | Телесериал (1 эпизод)    | Режиссёр                                 |
| 1961—1962 | Высокий человек                    | The Tall Man                              | Телесериал (7 эпизодов)  | Режиссёр                                 |
| 1962      | Приграничный цирк                  | Frontier Circus                           | Телесериал (1 эпизод)    | Режиссёр                                 |
| 1965      | Укротитель города                  | Town Tamer                                | Фильм                    | Режиссёр                                 |
| 1965      | Инсценировка с осужденными         | Convict Stage                             | Фильм                    | Режиссёр                                 |
| 1965      | Форт храбрых                       | Fort Courageous                           | Фильм                    | Режиссёр                                 |
| 1965      | Военная партия                     | War Party                                 | Фильм                    | Режиссёр                                 |
| 1966      | Техасец                            | The Texican                               | Фильм                    | Режиссёр                                 |
| 1966      | Дэниэл Бун                         | Daniel Boone                              | Телесериал (1 эпизод)    | Режиссёр                                 |
| 1967      | Форт Юта                           | Fort Utah                                 | Фильм                    | Режиссёр                                 |
| 1968      | Аризонские партизаны               | Arizona Bushwhackers                      | Фильм                    | Режиссёр                                 |